# Michael Culme-Seymour (4e baronnet)
Pour les articles homonymes, voir Michael Culme-Seymour.
Michael Culme-Seymour (29 août 1867 - 2 avril 1925) est un officier de la Royal Navy. Membre d'une importante dynastie navale, il sert pendant la Première Guerre mondiale, commandant un navire lors de la bataille du Jutland en 1916. Il reçoit un certain nombre de récompenses et de décorations, et sert en tant que commandant en chef de la flotte méditerranéenne pendant l'entre-deux-guerres, et en tant que Second Sea Lord. Il hérite d'un titre de baronnet à la mort de son père, mais meurt peu après avec le grade de vice-amiral.

## Biographie

### Carrière militaire
Culme-Seymour est né le 29 août 1867, fils aîné du capitaine Michael Culme-Seymour et de Mary Georgiana Watson. Il suit son père en embrassant une carrière navale, et est promu au rang de lieutenant le 23 août 1889. Il est nommé commandant du destroyer HMS Coquette le 31 août 1900.
Au début de la Première Guerre mondiale, il atteint le rang de capitaine et commande le cuirassé HMS Centurion au sein de la 2e escadre de bataille (2nd Battle Squadron) de la Grand Fleet (Grande Flotte), et participe à la bataille du Jutland en 1916. Il est cité à l'ordre du jour pour ses efforts et est promu au rang de pavillon plus tard la même année, devenant contre-amiral.
Culme-Seymour passe la période entre 1916 et 1918 en tant que directeur de la mobilisation à l'Amirauté Pour son service pendant la guerre, il reçoit un certain nombre de décorations étrangères. Il est fait membre de l'Ordre russe de Saint Stanislas (1re classe) et de l'Ordre de Saint-Vladimir (4e classe avec épées), de l'Ordre japonais du Soleil Levant (2e classe), de la Légion d'honneur française et Grand Commandeur de l'Ordre grec du Rédempteur.
Avec la fin de la guerre, Culme-Seymour, entre le 1er janvier 1919 et le 1er septembre 1920, est nommé et occupe simultanément les fonctions de contre-amiral commandant la 4e escadre de combat. Le même mois, il est contre-amiral commandant l'escadre de la mer Noire et de la mer Caspienne (Black Sea and Caspian Squadron) qui est un détachement du 4e escadre de bataille (4th Battle Squadron). Il est nommé commandant en chef de l'escadre de la Méditerranée orientale (Eastern Mediterranean Squadron) (mai-septembre 1919), avec une promotion au grade de vice-amiral le 7 octobre 1920. En 1920, il est nommé commandant en second de la flotte de la Méditerranée (Mediterranean Fleet). La mort de son père cette année-là entraîne sa succession en tant que 4e baronnet Seymour, de High Mount. Il devient ensuite commandant en chef de la station de l'Amérique du Nord et des Antilles (North America and West Indies Station) entre 1923 et 1924, après quoi il devient Second Sea Lord. Il meurt le 2 avril 1925.

### Famille
Il épouse Florence Nugent en 1896, et sa femme, leur fils et leur fille lui ont survécu. Le fils, Michael, hérite du titre et sert dans la marine pendant la Seconde Guerre mondiale.

## Distinctions honorifiques

### Décorations britanniques
- - Chevalier Commandeur de l'Ordre du Bain

- - Membre de l'Ordre royal de Victoria

- Citation militaire

### Décorations étrangères
- - Ordre de Saint Stanislas de 4e classe (Russie)

- - Ordre de Saint-Vladimir de 1re classe (Russie)

- - Ordre du Soleil Levant de 2e classe (Japon)

- - Chevalier de l'Ordre national de la Légion d'honneur (France)

- - Grand Commandeur de l'Ordre du Rédempteur (Grèce)